# Alexandre Chouffe
Alexandre Chouffe (né le 2 septembre 1974 à Besançon) est un coureur cycliste et manager français, qui a évolué chez les professionnels au sein des équipes BigMat-Auber 93 et Saint-Quentin-Oktos,. 
Son fils Lenny est également coureur cycliste.

## Biographie
Né à Besançon, Alexandre Chouffe court d'abord dans les clubs amateurs de la région et des régions voisines.
En août 1999, il passe professionnel chez BigMat-Auber 93. Le mois suivant, il remporte la plus longue étape du Tour de l'Avenir en septembre 1999 (260 kilomètres entre Montbron et Castelsarrasin),. 
En 2002, il rejoint l'équipe Saint-Quentin-Oktos, mais il doit arrêter sa carrière après un accident de la route.
En 2019, il est à l'initiative du Complexe d’optimisation de la performance sportive à Besançon. En janvier 2023, il est recruté comme responsable administratif au sein de l'équipe continentale Groupama-FDJ.

## Palmarès
- 1996
  - 3e de Bayonne-Pampelune
- 1997
  - 3e du Grand Prix de Vougy
- 1998
  - 2e du Trio normand
  - 3e du Prix d'Armor
- 1999
  - Paris-Ézy
  - 2e étape du Circuit Berrichon
  - 3ea étape du Tour de Corrèze[7]
  - 2e étape du Tour de Franche-Comté
  - 6e étape du Tour de l'Avenir
  - 2e du Circuit Berrichon
  - 3e de Paris-Évreux
- 2003
  - 2e de la Ronde de l'Oise
  - 4e de Bordeaux-Saintes